# Hymne neuchâtelois
L'hymne neuchâtelois est l'hymne officiel de la République et canton de Neuchâtel, en Suisse. 
Il est écrit par Henri Warnery et composé par Charles North, il a été publié en 1898 . 

## Histoire
En 1898, le nouveau régime radical cherche à confirmer sa légitimité et à renforcer l'identité du canton. Le régime commande donc une chanson auprès du compositeur Charles North pour fêter les 50 ans de l'entrée de la République et canton de Neuchâtel dans la Confédération Suisse .

## Paroles
1.
Nous sommes les enfants heureux
de la meilleure des patries ;
nous aimons ses coteaux ombreux,
son doux lac, ses combes fleuries,
et la paisible majesté
de ses grandes joux séculaires,
et le Soleil qui les éclaire,
le Soleil de la liberté !
2.
Là-haut, sur l'Alpe aux blancs sommets,
aux jours anciens de notre histoire,
nos aïeux déjà l'acclamaient
quand il s'est levé dans sa gloire,
vers d'autres destins emportés,
poursuivant ce rêve d'aurore,
leurs yeux au loin cherchaient encore
le Soleil de la liberté !
3.
Mais voici qu'au son des tambours
descend la jeune République ;
Neuchâtel sur ses vieilles tours
fait flotter la croix helvétique.
Béni soit Dieu dans sa bonté,
et les hommes au fier courage
qui préparèrent sous l'outrage
le Soleil de la liberté !
4.
Ils furent les bons travailleurs
qui pour les autres ensemencent;
nous aussi, dans des jours meilleurs,
répandons le grain d'espérance,
afin qu'au souffle des étés,
la moisson du peuple grandisse
moisson d'amour et de justice
au Soleil de la liberté!